# NGC 6665
NGC 6665 ist eine Spiralgalaxie vom Hubble-Typ Sc im Sternbild Leier am Nordsternhimmel. Sie ist schätzungsweise 230 Millionen Lichtjahre von der Milchstraße entfernt.
Das Objekt wurde am 19. Juli 1871 von dem französischen Astronomen Édouard Jean-Marie Stephan entdeckt.